# Bart Conner
Bart Conner född den 28 mars 1958 i Chicago, USA, är en amerikansk gymnast.
Han tog OS-guld i barr och OS-guld i lagmångkampen i samband med de olympiska gymnastiktävlingarna 1984 i Los Angeles.